# Елизавета Вюртембергская (1767—1790)
Елизавета Вильгельмина Луиза Вюртембергская (нем. Elisabeth Wilhelmine Louise von Württemberg; 21 апреля 1767, Трептов-на-Реге — 18 февраля 1790, Вена) — принцесса Вюртембергская, первая супруга будущего императора Франца II.

## Биография
Елизавета — восьмой ребёнок в семье герцога Фридриха Евгения Вюртембергского и принцессы Фридерики Доротеи Софии Бранденбург-Шведтской. В 15 лет по настоянию императора Иосифа II она прибыла в Вену и воспитывалась в монастыре салезианок, перейдя в католицизм. Иосиф присмотрел её в супруги своему племяннику Францу, ставшему впоследствии императором Священной Римской империи. Сестра Елизаветы София Доротея вышла замуж за наследника российского престола Павла I.
6 января 1788 года в Вене состоялось бракосочетание Елизаветы с Францем. На свадьбу эрцгерцога и принцессы итальянским композитором Джузеппе Монетой была написана кантата «Уран». Император Иосиф позаботился даже об ортодонтическом лечении юной принцессы. В конце 1789 года Елизавета забеременела, однако её состояние оказалось очень нестабильным. В ночь на 17 февраля она преждевременно родила слабоумную дочь, эрцгерцогиню Людовику Елизавету, которая прожила только 16 месяцев. Елизавета не пережила продолжавшиеся сутки роды, хотя ей была проведена экстренная операция в целях спасения её жизни. Она скончалась 18 февраля 1790 года и была похоронена в Императорском склепе в Вене.
В Павловске возведён мемориал «Памятник родителям», в котором почтена память родственников Марии Фёдоровны, включая Елизавету.